# مجزرة صوريا
مجزرة صوريا وهي مجزرة وقعت في قضاء زاخو في محافظة دهوك يوم 16 سبتمبر1969 وقتل فيها 38 شخص وجرح 22 أخرين وقد نفذ هذه المجزرة الملازم الثاني عبد الكريم الزبيدي أحد أعضاء حزب البعث العربي الاشتراكي.

## تفاصيل
في يوم 16 سبتمبر 1969 كانت مفرزة من الجيش العراقي تفتش قرية صوريا فأنفجرت عبوة ناسفة على إحدى مدرعات المفرزة.